# Samia Djémaa
Samia Djémaa (née le 9 octobre 1963) est une lanceuse de javelot algérienne.

## Carrière
Samia Djémaa remporte la médaille d'argent de lancer du javelot aux Championnats d'Afrique de 1985, la médaille d'or aux Jeux africains de 1987 et la médaille d'argent de lancer du javelot aux Championnats d'Afrique de 1989.
Elle est sextuple championne d'Algérie de lancer du javelot, remportant le titre en 1981, 1984, 1985, 1986, 1987 et 1988.